# Éric Raynaud
Pour les articles homonymes, voir Raynaud.
Éric Raynaud, né en 1955, est un journaliste français.

## Biographie
Après une scolarité au lycée Augustin-Thierry de Blois, il travaille une vingtaine d'années dans la presse quotidienne puis choisit de devenir indépendant.
Il reçoit le prix de la Justice Citoyenne et l'appui de Jean-Marie Rouart de l'Académie française pour son livre Les Réseaux cachés des pervers sexuels : enquête sur les disparues de l'Yonne[réf. nécessaire].
Le site Conspiracy Watch considère qu'Éric Raynaud publie des ouvrages promouvant des théories complotistes notamment un ouvrage relevant des théories du complot à propos des attentats du 11 septembre 2001 et un autre relatif au suicide de Pierre Bérégovoy qui avance que celui-ci est une mise en scène destinée à camoufler l'assassinat de l'ancien Premier ministre.

## Publications
- Les Réseaux cachés des pervers sexuels : enquête sur les disparues de l'Yonne, éditions du Rocher, 2004.
- Benazir Bhutto, jusqu'au bout du destin, éditions Alphée, 2008.
- Ingrid Betancourt, femme courage !, éditions Alphée, 2008.
- Un crime d'État ? La mort étrange de Pierre Bérégovoy, éditions Alphée, 2008.
- « Suicide » d'État à l'Élysée, la mort incroyable de François de Grossouvre, éditions Alphée, 2009.
- 11-Septembre, les vérités cachées, éditions Alphée, 2009.